# Bremsberg (Glücksburg)
Bremsberg (dänisch: Bremsbjerg) ist ein Stadtteil der Stadt Glücksburg in Schleswig-Holstein. Er liegt östlich von Alt-Glücksburg.

## Hintergrund
Der Stadtteil wurde offenbar nach dem gleichnamigen Berg benannt, auf dem er liegt. Die Flurbezeichnung geht vermutlich auf das dialektale Bremse (vgl. Bremsen) zurück, das im Südjütländischen für verschiedene Insekten benutzt wird. Bergbau ist vom Bremsberg nicht überliefert, so dass es sich vermutlich nicht um einen entsprechenden Bremsberg handeln kann. Die höchste Stelle des Bremsberges hat eine Höhe von 41 m ü. NN. Eine erste Besiedlung fand schon 3000 bis 3500 Jahre vor Christus statt. Ein Relikt dieser Zeit, ein Deckstein eines Grabes, wurde im Zuge von Bauarbeiten auf dem Bremsberg geborgen und steht seitdem als Anschauungsobjekt des Dolmenpfades am Eingang Schauenthal des Waldes Friedeholz, am Fuß des Berges.
Für das Jahr 1784 ist eine Parzellierung der „Vorwerksländereien“ auf dem Bremsberg überliefert. 1963 wurde schließlich ein Wohngebiet auf dem Bremsberg gebaut. In den 1980er wurde das Wohngebiet nochmals erheblich erweitert. Irgendwann in diesem Zeitraum entstand offensichtlich auch beim Bremsberg der ADS-Kindergarten Glücksburg in der Goethestraße 11. Erschlossen wurde und wird der Stadtteil Bremsberg vom Norden über die Straßenverbindung Propst-Lüders-Allee und Bremsbergallee und vom Süden durch die Aeröallee. Am 24. Mai 1995 konnte nach sechsjähriger Bauzeit ein „Zentrum für angepasste Technik und Entwicklungszusammenarbeit“ namens „Artefact“ auf dem Bremsberg eröffnen.
Anfang der 2000er Jahre beschloss die Stadt angesichts eines hohen Altersdurchschnitts Glücksburgs, mehr Familien mit Kindern die Möglichkeit zu geben, sich in Glücksburg anzusiedeln. In Folge wurde die Bebauung weiterer Flächen auf dem Bremsberg mit Einfamilienhäusern beschlossen. Das neue Baugebiet erhielt den Namen Bremsberg-Holkier. 2008/09 begann der erste Bauabschnitt, Holkier 1 mit der Stichstraße Prestmark, in der 45 Menschen ein Heim fanden. Kurz darauf begann der zweite Bauabschnitt, Holkier 2 mit der Stichstraße Ladegaard. Im dortigen Bereich fanden 38 Menschen ein neues Heim. Um 2012 wurde der dritte Bauabschnitt, Holkier 3 realisiert. Die Straße Holkier wurde verlängert und mit ungefähr 16 weiteren Einfamilienhäuser bebaut. Seit Anfang 2015 wurde das 3 Hektar große Baugebiet Kleiner-Bremsberg bebaut. Die Häuser wurden mangels einschränkender Regelungen in unterschiedlichsten Baustilen errichtet, so dass Bauhaus-Kuben neben Holz-Bungalows, Toskana-Häusern und Häusern im Friesenstil stehen. Der Stilmix wurde nach seiner Errichtung teilweise als „Architektengulasch“ kritisiert. Dessen Straße Kleiner-Bremsberg führt einmal im Kreis und wurde nicht mit den vorherigen Baugebieten verbunden.
2017 begann die Erschließung des 2,5 Hektar großen Baugebietes nördlich der Bremsbergallee, namens Großer-Bremsberg, mit 31 Grundstücken und einer ähnlichen Straßenführung wie der Kleine-Bremsberg. Das Ziel, mehr junge Familien im Ort anzusiedeln, gelang nach und nach. Dies führte im Übrigen auch dazu, dass die Nachfrage nach Kindergartenplätzen stieg. In den nächsten Jahren sollen nach Planungen von 2018 noch die Konsulkoppel und die Wasserkoppel auf dem Bremsberg bebaut werden. An der östlich verlaufende Straße Brusmark, die zu einem abseits gelegenen Hof des Bauern Bremer führt, blieb der ländliche, unbebaute Naturraum bis heute noch zu großen Teilen erhalten.